# KV15
KV15 (англ. Kings' Valley № 15) — гробница Сети II из XIX династии. Говард Картер исследовал её в 1902 и 1903 годах.

## Архитектура
От входа 3 длинных коридора ведут к Залу Ожидания с 4 колоннами. Центральный холл соединён с погребальной камерой. Гробница доделывалась в спешке.
Вход в коридор украшен солнечным диском со скарабеем, изображена богиня Исида и её сестра Нефтида, а также имя Сети II с изображением Маат. На левой стене коридора — образы Сети II, а на правой стене — сцены подношений Сети II для Ра-Хорахти.
Второй коридор раскрывает дальнейшие сцены Сети II с божествами.
Крышка саркофага отсутствует.

## История

### Строительство
Состояние гробницы служит источником изучения хронологии события данного периода. Гробница не была окончена и, что примечательно, работы в ней прерывались и возобновлялись по крайней мере один раз, прежде чем окончательно остановлено со смертью фараона. Работы остановились, когда первые два коридора были сложены, а второй коридор украшен сценами из "Литаний Ра". 3-й, 4-й и 5-й часы Амдуата начертаны черновыми красными чернилами. Картуши, встречающиеся в сценах ближе ко входу в гробницу, стёрты в глубине оной, что означает низложение Сети II. Продолжившиеся работы по декорированию погребального зала указывают на проводящиеся мероприятия захоронения фараона.
Идентифицированная мумия Сети II обнаружена в KV35.
Узурпировавший власть Аменмес не присвоил гробницу Сети II, но начал строительство собственной (KV10), в самом центре Долины Царей.

### Открытие гробницы
KV15 была открыта ещё в древности, о чём свидетельствуют 59 граффити на древнегреческом и латинском языках. В начале 1738 года гробницу обнаружил Ричард Поукок, но лишь при Говарде Картере в 1903–1904 годах гробницу расчистили и открыли для туристов.